# باري ر. شالر
باري ر. شالر (بالإنجليزية: Barry R. Schaller)‏ هو قاضي ومحامي أمريكي، ولد في 1938.

## وصلات خارجية
- باري ر. شالر على موقع إن إن دي بي (الإنجليزية)